# Tetranychus yuccae
Tetranychus yuccae är en spindeldjursart som beskrevs av James P. Tuttle och Baker 1968. Tetranychus yuccae ingår i släktet Tetranychus och familjen Tetranychidae. Inga underarter finns listade i Catalogue of Life.